# St Buryan
St Buryan est un village des Cornouailles, en Angleterre. Le village fait partie de la paroisse civile de St Buryan, Lamorna and Paul.